# 3567 Alvema
3567 Alvema è un asteroide della fascia principale. Scoperto nel 1930, presenta un'orbita caratterizzata da un semiasse maggiore pari a 2,7846499 UA e da un'eccentricità di 0,3135164, inclinata di 6,82702° rispetto all'eclittica.